# I Don't Know How But They Found Me
I Don't Know How But They Found Me, abrégé en iDKHOW, est un groupe de rock américain originaire de Salt Lake City, dans l'Utah. 
Formé en 2016, il est initialement composé du chanteur et bassiste Dallon Weekes, ainsi que du batteur Ryan Seaman. Ce dernier quitte le groupe en 2023, faisant de Dallon le seul membre permanent du groupe à l'heure actuelle.

## Biographie

### Formation
Dallon Weekes, alors membre de tournée de Panic! at the Disco, commence à écrire des chansons pour un projet musical solo,. Il sera finalement rejoint à la batterie par son ami de longue date, Ryan Seaman. Le nom du groupe est tiré d'une réplique du film Retour vers le futur.
Le groupe commence alors à jouer de petits concerts, tout en gardant le secret sur l'existence du groupe. Selon Weekes, lui et Seaman ne voulaient pas exploiter leurs notoriétés déjà établies dans d'autres groupes (Panic! at the Disco pour Weekes, Falling in Reverse pour Seaman) pour attirer l'attention sur le groupe.

### Débuts
Ils publient leur première chanson, Modern Day Cain, le 18 août 2017 en indépendant. La chanson atteint la huitième place du Top 10 Alternative Music Charts sur iTunes le même jour. Ils publient leur second titre, Choke, le 26 octobre, toujours en indépendant, atteignant alors la septième place de ce même classement.
Après avoir fait les ouvertures de groupes tels que The Aquabats ou Dashboard Confessional, ainsi que la sortie du titre Nobody Likes the Opening Band, sorti en téléchargement gratuit en mars 2018, le groupe re-publia son titre Choke ainsi qu'un nouveau titre, Do It All The Time, sous le label Fearless.
Le groupe sorti son premier EP, 1981 Extended Play, en novembre 2018, puis leur premier album, Razzmatazz, en octobre 2020.

## Style musical et influences
Sur leur site officiel, le groupe se décrit comme « ...un groupe hors du temps. Qui s'est estompé dans l'obscurité avoir après avoir peiné à trouver le succès vers la fin des années 1970-début des années 1980. La musique du groupe, ainsi que leur apparence et leur présence sur les réseaux sociaux, est fortement influencée par le style des années 1980 » ; Weekes dit s'être inspiré de la pop-culture de ces époques. Le style du groupe a été décrit comme du rock électronique, indie pop, new wave, alternatif et pop rock électronique.
Weekes a cité Marc Bolan, David Bowie, Oingo Boingo, Elvis Costello, The Ink Spots et Joe Jackson parmi certaines des influences du groupe,.

## Membres
- Dallon Weekes : chant, basse, guitares, piano, synthétiseurs

### Anciens membres
- Ryan Seaman : batterie, chœurs (2016 - 2023)